# Delmiro Carreira
Delmiro Manuel de Sousa Carreira ComL (Sintra, Belas, 14 de Fevereiro de 1946 - 25 de Outubro de 2019) foi um político, bancário e sindicalista português.

## Biografia
Foi Deputado da Assembleia Constituinte de Portugal de 1975, eleito em 1976, mantendo-se na I Legislatura da Terceira República Portuguesa e sendo reeleito mais tarde.
Ocupou vários cargos na Direcção, incluindo o de Presidente entre 1997 e 2011, do Sindicato dos Bancários do Sul e Ilhas (SBSI), e empreendeu a criação do Serviço de Assistência Médico-Social dos Bancários (SAMS), de que foi Presidente do Conselho de Gerência, e, posteriormente, a criação do seu Hospital. Participou no Movimento Carta Aberta e na fundação da União Geral de Trabalhadores (UGT).
Foi feito Comendador da Ordem da Liberdade a título póstumo a 26 de Outubro de 2020.